# Fuller Craft Museum
El Fuller Craft Museum (en español: Museo Fuller Craft) es un museo ubicado en Brockton, Massachusetts. Recibe más de 20,000 visitas al año. Contiene arte basado en la artesanía contemporánea de muchos géneros y orígenes diferentes. Es el único museo de artesanía en el área de Nueva Inglaterra. El museo fue fundado en 1946.

## Exposiciones
La colección permanente del museo incluye muebles de estudio, así como vidrio, cerámica, joyería y madera o textiles. Muchos artistas del arte se incluyen en la colección permanente. La escultura permanente al aire libre cuenta con materiales naturales. El museo cuenta con un patio al aire libre.

## Historia
El Fuller Craft Museum fue posible gracias a Myron Fuller, quien en agosto de 1946, estableció un fondo fiduciario para un centro de arte. Fuller era oriundo de Brockton y fue un geólogo y un hidrólogo. Durante su carrera, amasó una pequeña fortuna. De su riqueza acumulada, Fuller anuló la suma de un millón de dólares, para establecer el museo de arte y un centro cultural. Era conocido previamente como el Museo Memorial de la Escuela de Arte de Fuller.